# フォアサイト (駆逐艦)
フォアサイト (HMS Foresight, H68) は、イギリス海軍の駆逐艦。F級。
1942年のペデスタル作戦において航空機の攻撃により沈没した。

## 艦歴
「フォアサイト」は1933年7月21日にバーケンヘッドのキャメル・レアード社で起工。1934年6月29日に進水し、1935年5月15日に就役した。
1941年6月18日、スペイン西方で姉妹艦「フォークナー」、「フィアレス」、「フォレスター」 (HMS Forester, H74)、「フォックスハウンド」と共にドイツ潜水艦「U138」を攻撃し、これを撃沈した。
1942年4月6日にスカパ・フローを出航。PQ14船団を護衛し通常の哨戒任務に向かった。24隻から成る船団のうち、16隻は季節外れの氷と悪天候のためアイスランドへの帰還を余儀なくされた。残りの船はUボートの攻撃を受け撃沈された。残った7隻の船と共に、「フォアサイト」は4月19日にムルマンスクに到着した。
その後4月29日に出航、帰還するQP11船団の護衛を担当した。4月30日、コラ半島から帰還途中、ドイツ潜水艦「U456」が軽巡洋艦「エディンバラ」の右舷に対して魚雷を命中させた。エディンバラは大きく傾いたものの沈没はしなかった。
間もなく「U456」からの2発目の魚雷が艦尾部分に命中し、操舵装置を破壊された「エディンバラ」は航行不能となった。ムルマンスクに曳航されたが、絶えずドイツ軍機の攻撃に悩まされた。
5月2日、「エディンバラ」はベア島沖で「ヘルマン・シェーマン」を含む3隻のドイツ駆逐艦による攻撃を受け被雷。「エディンバラ」は放棄され、乗員は「フォアサイト」を始めとする随伴艦に救助された。「フォアサイト」は「エディンバラ」の処分を命じられ、雷撃を行った。
1942年8月に行われたマルタ島への補給作戦であるペデスタル作戦では、フォアサイトは掃海艇として活動していたが、イタリア軍のサヴォイア・マルケッティ SM.79による雷撃を受け艦尾部分を喪失した。
駆逐艦「ターター」が到着し、航行不能になった「フォアサイト」を曳航しようとしたが無駄に終わった。「フォアサイト」は乗員が退艦した後、雷撃により処分された。